# 緬甸戰役
緬甸戰役，是指在1942年－1945年由于日本及泰國入侵並佔領缅甸的歷史，是第二次世界大战的一部分。

## 背景
东南亚的缅甸当时是英国的殖民地，位於中国的西南方，西接印度，具有重要的战略地位。日本进攻缅甸的戰略意圖包括：切斷中国陸路補給線以孤立中国，為日本占領的英屬馬來亞及荷屬東印度建立西面的戰略防衛縱深，以及作为入侵英屬印度的基地等。当时英国由于在西歐陸戰和不列顛空戰中受到德國的重創加上要對付地中海和北非的意大利，无力在亞洲佈署足夠的戰力抵抗日本进攻，只有在新加坡佈署重兵防禦日軍自海上入侵，且英國當時仍寄望泰國維持中立，並在1940年促成簽訂英泰互不侵犯條約，寄望以政治手段牽制日本在東南亞的陸地侵略。1942年日本用于进攻缅甸的军队大约有6万人，大大超过英国在缅甸的防务力量。中、英、美三國在缅甸的戰略目標並不相同，使得盟軍作戰變得複雜。

## 日軍進攻（1941年－1942年）
1941年12月，珍珠港事件后，日军成立第15军，用于侵略泰国、缅甸。当时第15军辖第33師團、第55师团。12月8日，日軍從陸路入侵泰國，泰國政府命令泰軍停止抵抗，並簽署同盟與日本成為盟友，允許日軍第15軍全軍進駐泰國，並以泰國作為根據地進攻緬甸。12月15日，以日本陸軍第143聯隊抽調的宇野支隊佔領了緬甸最南境的城鎮高當，並在該地宣布招募反英國殖民統治的緬甸人加入日軍一同對抗英國。12月28日，在日本特務機關南機關支持下，緬甸獨立義勇軍在泰国成立。獨立義勇軍的人數快速增長，在1942年6月改組前人數達到三萬人。
1942年1月4日，由日本帝國陸軍第112聯隊抽調組成的沖支隊越过泰缅边境，入侵佔領缅甸土瓦。1942年1月20日，第15军主力侵入缅甸，直指孟邦首府毛淡棉，由於緬甸獨立義勇軍的宣傳成功獲得了緬甸民眾的響應，因此在日軍進軍初並沒受到民間劇烈反彈。1月30日，日军攻克缅甸东部重镇毛淡棉，随后分两路继续前进。在緬甸東部守備的主力為英屬印度陸軍第17印度師，受到英軍陸軍重建之困，當時的印度師在戰力上均不完整，因此無法抵抗日軍進犯。2月15日，新加坡駐守的英军投降，用於攻佔馬來西亞的日军第18师团和第56师团北調缅甸。而當時指揮緬甸防禦的韋維爾上將原本為了爭取撤退時間在友軍未能撤退完畢前便在2月22日爆破跨越錫當河東西岸的橋梁，但此一戰術未能阻止準備周全的日軍，日軍仍迅速的橫越錫當河，並在3月8日占领缅甸首都仰光。
在緬甸南部被日軍控制後，日軍主力開始北上，企圖切断滇缅公路。第一個攻擊的目標是緬甸中部重鎮曼德勒。这时，在英国的求助下，中国方面以杜聿明为代理司令长官，集合中国精锐力量的中国远征军约10万人向缅甸进发。但在这之前缅甸首都仰光已被日本攻占。远征军第200师与日军在缅甸同古展开交火。然而日军在饭田祥二郎指导下率优势兵力兵包围了同古，迫使中国远征军突围。不过，孙立人新编第38师与33师团于4月17日激战三天，为英军解围。在缅甸曾多次击败日军的进攻，拖住了日本的力量。
不久，中英两国军队预定在曼德勒筹划会战，但日军在同时夺取了英军控制的仁安羌，并领兵迂回至中国军队背后。4月29日，东路的日军56师团占领臘戍，切断中国军队退路。远征军被迫兵分三路：孙立人38师退往印度，另两路分兵撤回中国境内。5月1日，18师团占领缅甸第二大城市曼德勒。英军开始向印度方向逃避，令中国远征军右翼暴露，结果联合作战失利，远征军被迫后退。在日军的不断打击下，英军一路溃败，最后全部逃至印度。 
5月5日，东路日军56师团攻入滇西怒江边惠通桥。缅甸5月中旬进入雨季，5月底日本控制了缅甸全境。
最终缅甸失陷，滇缅公路中断，10万远征军经血战只有4万余人安全撤离。200师师长戴安澜率部突围时牺牲。原有的作战物资转而通过驼峰航线与中印公路输送。缅甸被日军占领后，日本既封锁了国际援华运输线，又打开了西攻印度的大门。
1942年6月至1943年10月，日军建成了连接曼谷与仰光的米轨泰缅铁路。

## 雙方對峙（1943年）
1943年1月14日至23日，罗斯福和丘吉尔在摩洛哥举行卡萨布兰卡会议，达成了在东南亚战场与中国战场的规划。
1943年3月27日，日本成立缅甸方面军。在缅日军由4个师团扩大为三个军10个师团又3个旅团，1个飞行师团。
1943年8月1日，缅甸国独立，并向盟国宣战。1943年10月21日，自由印度临时政府在仰光成立，10月24日对盟国宣战。3万在缅印度裔英军战俘编入印度国民军。
1943年10月30日，中國駐印軍新一军与美军麦瑞尔突击队開始反攻胡康河谷的日军第18师团。

## 盟軍反攻（1944年）
1944年3月，在缅甸孟加拉沿海边境英军第15军团击退日军第55师团。
1944年3月8日至7月3日，日军在战线中段发动英帕尔战役。
1944年4月，在中國駐印軍反攻初具成果之後，国民政府从云南派出中國远征军。5月11日夜，卫立煌指挥的16个师的中国远征军开始渡过怒江，展開收复滇西之旅。
1944年5月17日至8月22日，美军麦瑞尔突击队空降后围攻密支那日军第114联队。
1944年6月2日，怒江惠通桥旁边的松山（日军称拉孟）的日军拉孟守备队被華軍包围。至9月7日，拉孟守备队全部阵亡。1944年6月27日至9月13日日军腾越守备队全部阵亡。
1944年10月，中国远征军在滇西转入总攻。11月上旬中国远征军攻克龍陵。12月15日，中國驻印军攻克八莫。

## 反攻仰光（1945年）
1945年缅甸战局，主要由英军、英属印度军为主反攻仰光。
1945年1月，中緬國軍會師南坎。:46中印公路首次通車，蔣決定命名為「史迪威公路」，自茲由印度運入作戰物資，得以暢通，印度輸油管亦接通至昆明。:46
1945年1月至4月曼德勒战役。3月3日英军占领米铁拉。3月19日，日军弃守曼德拉。3月27日，仰山指挥的1.1万缅甸国民军反正，转入盟军阵营。3月，中國遠征軍佔喬梅，與英軍會師。:46
1945年4月23日，缅甸方面军司令官木村兵太郎放弃指挥，从仰光撤往毛淡棉。5月2日英军占领仰光。

## 影響
日本占领缅甸后，在缅甸实行殖民统治，日本又將領土割讓予其盟友泰國，因此許多缅甸人民积极展开与日本和泰國的斗争，抗日战争一直坚持到1945年日本投降。
不過，緬甸國內也有很多反對英國殖民政府、希望緬甸獨立的人士，如緬甸歷史上著名的革命家翁山。翁山有著複雜曲折的人生經歷，他在抗日戰爭之前，曾在日本组织和训练缅甸独立义勇军，因此對日本持一定的好感。他在日本侵略戰爭中參加過日軍與盟軍的戰鬥，然后在日军的支持下宣布缅甸从英国独立。然而，他在利用日本人的支持得到獨立後，政策卻出現了大轉變，開始轉而支持美英的同盟國一方，並開始反攻日軍。1945年日本投降後，他即宣布緬甸獨立是有效的，並在獲得英國的承認後，於1948年初正式成立了緬甸聯邦。由於日本人早先支持過緬甸脫離英國統治，翁山率領的緬甸新政府在戰後對日本持一種較為友好的態度，可以從戰後赔款等問題上體現出來。
日本佔領緬甸時，英國人組織了一支由孟加拉穆斯林組成的孟加拉v支隊阻止日軍進入印度，但他們沒遵照指令討伐日軍，反而主要是搶奪若開人的土地，屠殺佛教徒，引起戰後兩族不斷的糾紛。